# 雅德·吉莱
雅德·吉莱（法語：Jade Gillet，2001年1月30日—），法国女子跳水运动员，2022年世界游泳锦标赛混合团体银牌得主、2024年美国杯女子双人10米跳台银牌得主、2024年欧洲游泳锦标赛女子双人10米跳台铜牌得主。